# Барон Ноллис

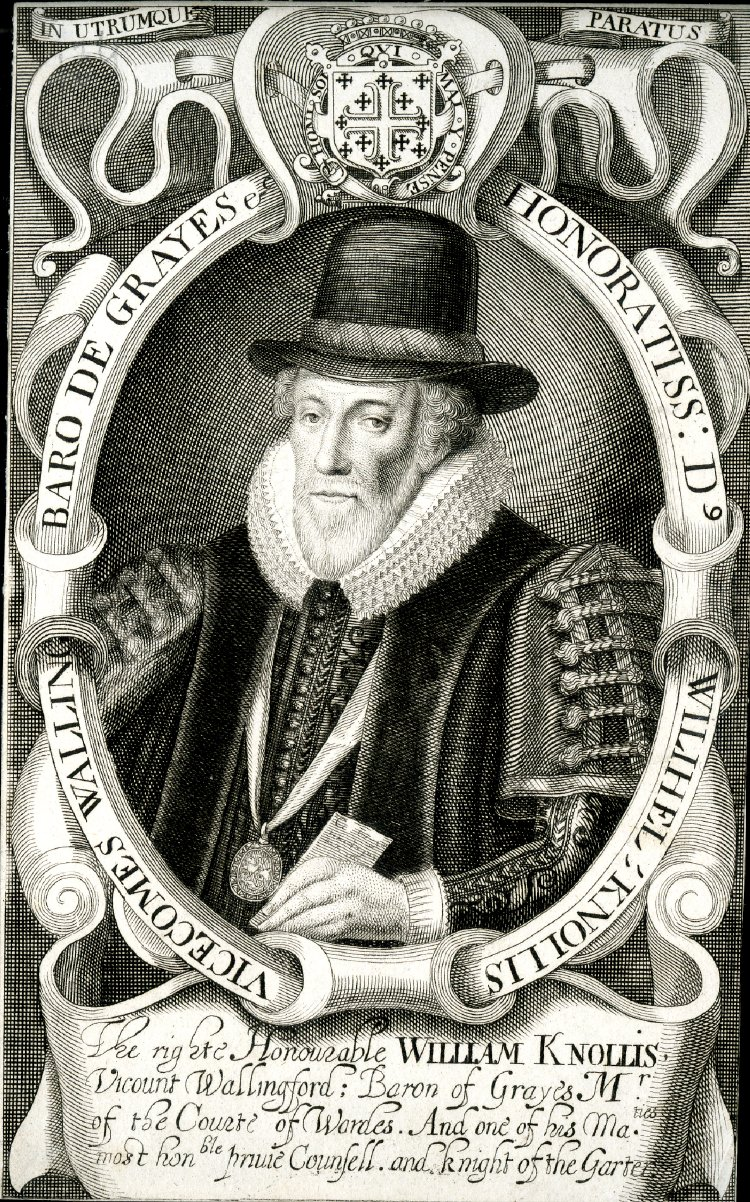
Уильям Ноллис, 1-й барон Ноллис

Барон Ноллис (англ. Baron Knollys) — английский аристократический титул, созданный 13 мая 1603 года. Король Яков I пожаловал его Уильяму Ноллису. В 1615 году Ноллис стал 1-м виконтом Уоллингфордом, в 1626 — 1-м графом Банбери, так что баронский титул в дальнейшем использовался только как младший. Уильям умер в 1632 году, оставив двух сыновей, Эдуарда и Николаса. Однако оба родились, когда ему было за 80, 1-й граф не упомянул их в своём завещании, а его вдова Элизабет Говард спустя всего пять недель после его смерти вышла замуж во второй раз — за Эдуарда Вокса, 4-го барона Вокса из Херроудена. Из-за всего этого возникло мнение, что оба Ноллиса — внебрачные дети, не имеющие права на семейные титулы. Эдуард погиб в 1645 году, до совершеннолетия. Николас в 1660 году занял своё место в Палате лордов, но его права вскоре были оспорены. В 1661 году Палата постановила, что Ноллис не может являться её членом.
Потомки Николаса претендовали на титул, но ни разу не добились успеха. Один из них, Фрэнсис Ноллис, в 1902 году получил созданный для него титул барона Ноллиса, а в 1911 — титул виконта Ноллиса.

## Носители титула
- Уильям Ноллис, 1-й барон Ноллис (1603—1632)[3];
- Эдуард Ноллис, 2-й барон Ноллис (1632—1645)[4];
- Николас Ноллис, 3-й барон Ноллис (1645—1674; с 1661 только de-jure)[5];
- Чарльз Ноллис, de-jure 4-й барон Ноллис (1674—1740).